# Carl Friedrich von Preußen
Carl Friedrich Prinz von Preußen (Bremen, 20 januari 2013) is erfprins uit de Pruisische tak van het huis Hohenzollern. Hij en zijn tweelingbroer prins Louis Ferdinand zijn zonen van het hoofd van het huis Pruisen prins Georg Friedrich Ferdinand von Preußen en zijn echtgenote prinses Sophie von Isenburg.
Carl Friedrich en Louis Ferdinand werden op 22 juni 2013 in de Burg Hohenzollern gedoopt.